# Schimitschekia
Schimitschekia är ett släkte av steklar som beskrevs av Boucek 1965. Schimitschekia ingår i familjen puppglanssteklar.
Kladogram enligt Catalogue of Life och Dyntaxa:
| Schimitschekia | \| \| Schimitschekia katoi \| \| \| \| \| \| Schimitschekia populi \| \| \| \| |
|                | \| \| Schimitschekia katoi \| \| \| \| \| \| Schimitschekia populi \| \| \| \| |
|                | Schimitschekia katoi                                                           |
|                |                                                                                |
|                | Schimitschekia populi                                                          |
|                |                                                                                |